# Windsor (Grenada)
Windsor (auch: Winsor) ist eine Siedlung im Parish Saint Andrew im Süden von Grenada.

## Geographie
Die Siedlung liegt im Inselinnern, oberhalb des Tales des Balthazar Rivers auf ca. 220 m Höhe. Die Straße des Ortes ist eine Durchgangsstraße, die über den Gebirgskamm und durch St. Mary nach Gouyave im Parish Saint John führt.
Der umgebende Wald steht im Mount St. Catherine Forest Reserve unter Naturschutz. Im Osten schließt sich Bylands an.